# HMCS Arrowhead (1940)
HMCS Arrowhead (K145) (с англ. — «Его Величества Канадский Корабль «Эрроухед»», англ. Стрелолист) — корвет типа «Флауэр», служивший в Королевском военно-морском флоте Канады и Королевских военно-морских силах Великобритании в годы Второй мировой войны. Назван в честь растения стрелолист. Нёс службу в составе Ньюфаундлендских и Западных местных конвойных сил.

## Проект «Флауэр»

### Общее описание
Корветы типа «Флауэр», состоявшие на вооружении Королевского ВМФ Канады во время Второй мировой войны (такие, как «Агассиз»), отличались от более ранних и традиционных корветов с днишевыми колонками. Французы использовали наименование «корвет» для обозначения небольших боевых кораблей; некоторое время британский флот также использовал этот термин вплоть до 1877 года. В 1930-е годы в канун войны Уинстон Черчилль добился восстановления класса «корвет», предложив называть так маленькие корабли сопровождения, схожие с китобойными судами. Новому типу корветов было присвоено название «Флауэр»; корветам, как следовало из наименования этого типа, присваивали имена цветов.
Корветы, принятые на вооружение Королевским военно-морским флотом Канады, были названы преимущественно в честь канадских местечек, жители которых участвовали в строительстве кораблей. Эту идею отстаивал адмирал Перси Уокер Неллз. Компании, финансировавшие строительство, как правило, были связаны с местечками, в честь которых был назван каждый корвет. Корветы британского флота занимались сопровождением в открытом море, корветы канадского флота — береговой охраной (играя преимущественно вспомогательную роль) и разминированием. Позже канадские корветы были доработаны так, чтобы нести службу и в открытом море.

### Технические характеристики
Корветы типа «Флауэр» имели следующие главные размерения: длина — 62,5 м, ширина — 10 м, осадка — 3,5 м. Водоизмещение составляло 950 т. Основу энергетической установки составляла 4-тактная паровая машина тройного расширения и два котла мощностью 2750 л.с. (огнетрубные котлы Scotch у корветов программы 1939—1940 годов и водотрубные у корветов программы 1940—1941 годов). Тип «Флауэр» мог развивать скорость до 16 узлов, его автономность составляла 3500 морских миль при 12 узлах, а экипаж варьировался от 85 (программа 1939—1940 годов) до 95 человек (программа 1940—1941 годов).
Главным орудием корветов типа «Флауэр» было 102-мм морское орудие Mk IX. Зенитное вооружение состояло из спаренных 12,7-мм пулемётов Vickers и 7,7-мм пулемётов Lewis, позже заменённых на сдвоенные 20-мм пушки «Эрликон» и одиночные 40-мм орудия Mk VIII. В качестве противолодочного оружия использовались бомбосбрасыватели Mk II. Роль радиолокационного оборудования играли радары типа SW1C или 2C, которые по ходу войны были заменены на радары типа 271 для наземного и воздушного обнаружения, а также радары типа SW2C или 2CP для предупреждения о воздушной тревоге. В качестве сонаров использовались гидроакустические станции типа 123A, позже заменённые на типы 127 DV и 145.

## Строительство
«Эрроухед» заказан 22 января 1940 года в рамках программы строительства корветов типа «Флауэр» на 1939 и 1940 годы. Заложен 11 апреля 1940 года компанией «Marine Industries Ltd» в Сореле (Квебек). Спущен на воду 8 августа 1940 года и принят в состав КВМС Великобритании 22 ноября того же года. 15 мая 1941 года в составе группы из 10 корветов передан КВМФ Канады. Отличался от других корветов отсутствием устройств для траления мин.

## Служба
Во время пребывания в составе британского флота «Эрроухед» базировался в Тобермори. В течение двух месяцев проходил технический осмотр в Сандерленде. Состоял в эскортной группе EG-4 Исландского командования. После перехода в состав канадского флота с июня 1941 года нёс службу в Ньюфаундлендских конвойных силах, большую часть времени сопровождал конвои, курсировавшие между Сент-Джонсом и Исландией. В конце декабря 1941 года отправился на ремонт в Чарльстон (штат Южная Каролина, США), в феврале 1942 года вернулся в Галифакс и совершил ещё один переход через Атлантику, чтобы войти в состав Западных местных конвойных сил (WLEF). С июля 1942 года «Эрроухед» нёс службу в Конвойных силах в заливе и участвовал в сражении в заливе Святого Лаврентия.
В октябре 1942 года перешёл в состав Галифакских сил, в конце ноября вернулся в состав WLEF и пребывал там до августа 1944 года. В июне 1943 года зачислен в конвойную группу W-7, в декабре переведён в конвойную группу W-1. Дважды становился на ремонт: весной 1943 года в Чарльстоне и в мае 1944 года в Балтиморе (там был расширен его бак). После возвращения в строй с сентября 1944 года «Эрроухед» занялся сопровождением конвоев по маршруту Квебек-Лабрадор. В декабре включён в конвойную группу W-8 Западных местных конвойных сил, которая совершала переходы по треугольнику Бостон/Нью-Йорк — Галифакс — Сент-Джонс до конца войны в Европе.
«Эрроухед» сопровождал конвой HX-3658 вместе с корветами «Айбрайт», «Хепатика» и «Триллиум». По прибытии в Мильфорд-Хавен 27 июня 1945 года возвращён британскому флоту. В мае 1947 года продан и переоборудован в китобойное судно водоизмещением в 757 тонн к 1948 году. Выходил в море под названием «Southern Larkspur» (англ. Южная живокость). В ноябре 1959 года продан и разрезан на металл в датском Оденсе по решению H.I.Hansen.

## Командиры
С момента принятия корвета «Эрроухед» в состав КВМФ Канады и до завершения боевых действий Второй мировой войны в Европе корветом командовали следующие офицеры:
| Воинское звание     | Имя командира              | Оригинал имени             | Начало службы   | Конец службы    |
| ------------------- | -------------------------- | -------------------------- | --------------- | --------------- |
| Лейтенант           | Виктор Харрисон Торравилль | Victor Harrison Torraville | 21 ноября 1940  | 17 января 1941  |
| Лейтенант-коммандер | Эдгар Джордж Скиннер       | Edgar George Skinner       | 18 января 1941  | 19 апреля 1943  |
| Шкиппер-лейтенант   | Лестер Алтон Хики          | Lester Alton Hickey        | 20 апреля 1943  | 10 февраля 1944 |
| Лейтенант           | Уильям Перси Уикетт        | William Percy Wickett      | 11 февраля 1944 | 4 марта 1944    |
| Лейтенант           | Рой Ховард Сильвестер      | Roy Howard Sylvester       | 5 марта 1944    | 15 апреля 1944  |
| Шкиппер-лейтенант   | Лестер Алтон Хики          | Lester Alton Hickey        | 16 апреля 1944  | 21 октября 1944 |
| Лейтенант           | Рой Ховард Сильвестер      | Roy Howard Sylvester       | 22 октября 1944 | 27 июня 1945    |

## Комментарии
1. ↑  По другим данным — 22 ноября 1940[14]